# دریای ملکه ویکتوریا
دریای ملکه ویکتوریا (روسی: Море королевы Виктории) یکی از پهنه‌های آبی اقیانوس شمالگان است که از شمال‌شرقی سوالبارد تا شمال‌غربی سرزمین فرانتس یوزف کشیده شده است. این دریا در بیشتر مواقع سال پوشیده از یخ است.
این دریا به نام ملکه ویکتوریا نام‌گذاری شده است. والنتین آکوارتوف کاوشگر روسی شمالگان، مدعی بود که شاخه‌ای از گلف استریم تا شمال دریای ملکه ویکتوریا می‌رسد.

## جغرافیا
دریای ملکه ویکتوریا در مدار ۸۱ درجه شمالی و نصف‌النهار ۳۸ درجه شرقی قرار دارد. اقیانوس شمالگان که در شمال این دریا قرار دارد، در تمام طول سال یخ زده است. این دریا در غرب به سمت Sjuøyane در سوالبارد و در شرق تا جزیره رودولف در مجمع‌الجزایر فرانتس یوزف امتداد دارد.
جزیره‌های کویتویا و ویکتوریا در مرز جنوبی این دریای شمالگانی قرار دارند. دریای بارنتز در سمت جنوبی این دریا قرار دارد.